# Bradwall
Bradwall – wieś w Anglii, w hrabstwie ceremonialnym Cheshire, w dystrykcie (unitary authority) Cheshire East. Leży 36 km na wschód od miasta Chester i 239 km na północny zachód od Londynu. W 2001 miejscowość liczyła 166 mieszkańców.